# 10713 Limorenko
10713 Limorenko (1982 UZ9) là một tiểu hành tinh vành đai chính được phát hiện ngày 22 tháng 10 năm 1982 bởi L. G. Karachkina ở Đài vật lý thiên văn Crimean.